# Santa Maria della Carità (Brescia)
Die Kirche Santa Maria della Carità, auch bekannt als die Kirche des Guten Hirten, weil sie bis 1998 vom gleichnamigen Kloster verwaltet wurde, ist eine Kirche in Brescia, in der Via dei Musei an der Kreuzung mit der Via Gabriele Rosa. Auf einem charakteristischen achteckigen Grundriss befindet sich der barocke Bau samt einigen Kunstwerken, darunter Skulpturen.

## Geschichte
Die Kirche wurde ab 1640 nach einem Entwurf des Architekten Agostino Avanzo auf Betreiben des Priesters Pietro Franzoni, Leiter des Pio Istituto delle Penitenti, und dank des wirtschaftlichen Beitrags der Bevölkerung gebaut und 1655 fertiggestellt. Der Neubau wurde an Stelle eines Maria Magdalena gewidmeten Vorgängerbaues mit dem Ziel errichtet, eine getreue Nachbildung des Heiligen Hauses von Nazareth aus der Basilika vom Heiligen Haus in Loreto aufzunehmen. Die Nachbildung wurde 1658 aufgestellt. Bereits 1654 erhielt die Kirche das wundertätige Fresko der Madonna della Carità, ein Werk aus dem späten 15. oder frühen 16. Jahrhundert, das sich ursprünglich im Karmelitinnen-Kloster San Girolamo befand, heute die ehemalige Randaccio-Kaserne in der Via Lupi di Toskana. Die beiden Seitenaltäre und die dazugehörigen Altarbilder wurden vom Vorgängerbau in die neue Kirche übernommen.
Ab 1730 wurde das Gebäude auf Initiative des Messners Busi, der wiederum von der Bevölkerung unterstützt wurde, umfassend renoviert. Der Hochaltar wurde durch einen Marmoraltar von Calegari ersetzt, der an der Vorderseite mit einer kunstvollen Balustrade und seitlich mit zwei Statuen von Dionigi Cignaroli geschmückt ist. In der Mitte befindet sich das Fresko der Madonna della Carità. Auch der Innenraum wurde komplett neu gefasst: 1731 bemalte Giuseppe Orsoni die Wände mit Fresken, während Bernardino Boni 1733 die Lünetten unter der Kuppel mit den wichtigsten Episoden aus dem Leben der Madonna in Öl bemalte. Im Laufe des Jahrhunderts wurde auch die Kuppel durch Ferdinando Cairo und Luigi Vernazal bemalt. 1744 wurde das Eingangsportal errichtet und kurz darauf wurden die beiden Statuen von Antonio Ferretti und Alessandro Calegari auf beiden Seiten der Fassade aufgestellt. Weitere wichtige Arbeiten waren die Verlegung des Bodens mit aufwendigen und komplizierten Marmoreinlagen, die nahezu intakt geblieben sind. Im 19. Jahrhundert wurde auf dem Chor an der Gegenfassade eine Tonoli-Orgel installiert.
Ende des 19. Jahrhunderts ging die Zuständigkeit der Kirche auf die Nonnen des nahegelegenen Klosters des Guten Hirten über, von dem die Kirche den Namen erhielt, den sie noch heute neben dem ursprünglichen besitzt. 1998 zogen die Schwestern nach Mompiano und auf Wunsch von Bischof Bruno Foresti wurde die Verwaltung der Kirche an die Pfarrei der Kathedrale übertragen.
Seit 1567 wird in der Kirche täglich die Heilige Messe gefeiert, während die Tradition des Rosenkranzes auf das Jahr 1693 zurückgeht.

## Struktur

### Außen
Die traditionelle Fassade der Kirche verrät nicht die innere achteckige Form. Die dominierende Farbe ist Ocker, die hellgelben Lisenen teilen die Fassade in zwei Ordnungen: Dorische Lisene auf der unteren und korinthische auf der oberen. Auf der Mittelachse befindet sich das Eingangsportal und darüber ein großes rechteckiges Fenster, während ein dreieckiges Tympanon die gesamte Fassade krönt. Zu beiden Seiten befinden sich die beiden Statuen von Ferretti und Calegari; insbesondere die letztere, rechts, stellt eine weibliche Figur dar, die das Modell eines Hauses hält. Sie belegt den ursprünglichen Zweck des Kirchenbaues, nämlich für eine Kopie des Heiligen Hauses.

#### Portal
Das Portal der Santa Maria della Carità ist das einzige besondere Detail des Gebäudes. Die beiden freien eisenfarbenen Säulen stammen aus der alten Basilika San Pietro de Dom, der 1603 abgerissen wurde, um den neuen Dom zu errichten. Sie sind zwei der nur zehn Säulen, die von den ursprünglich achtundzwanzig, die die innere Kolonnade bildeten, erhalten blieben. Das Material ist ein dunkler ägyptischer Marmor aus römischer Zeit und wurden wahrscheinlich in der Nähe des römischen Forums der Stadt abgebaut. Die ionischen Kapitelle an der Spitze wurden später hinzugefügt.

Linke Fassade
Rechte Fassade
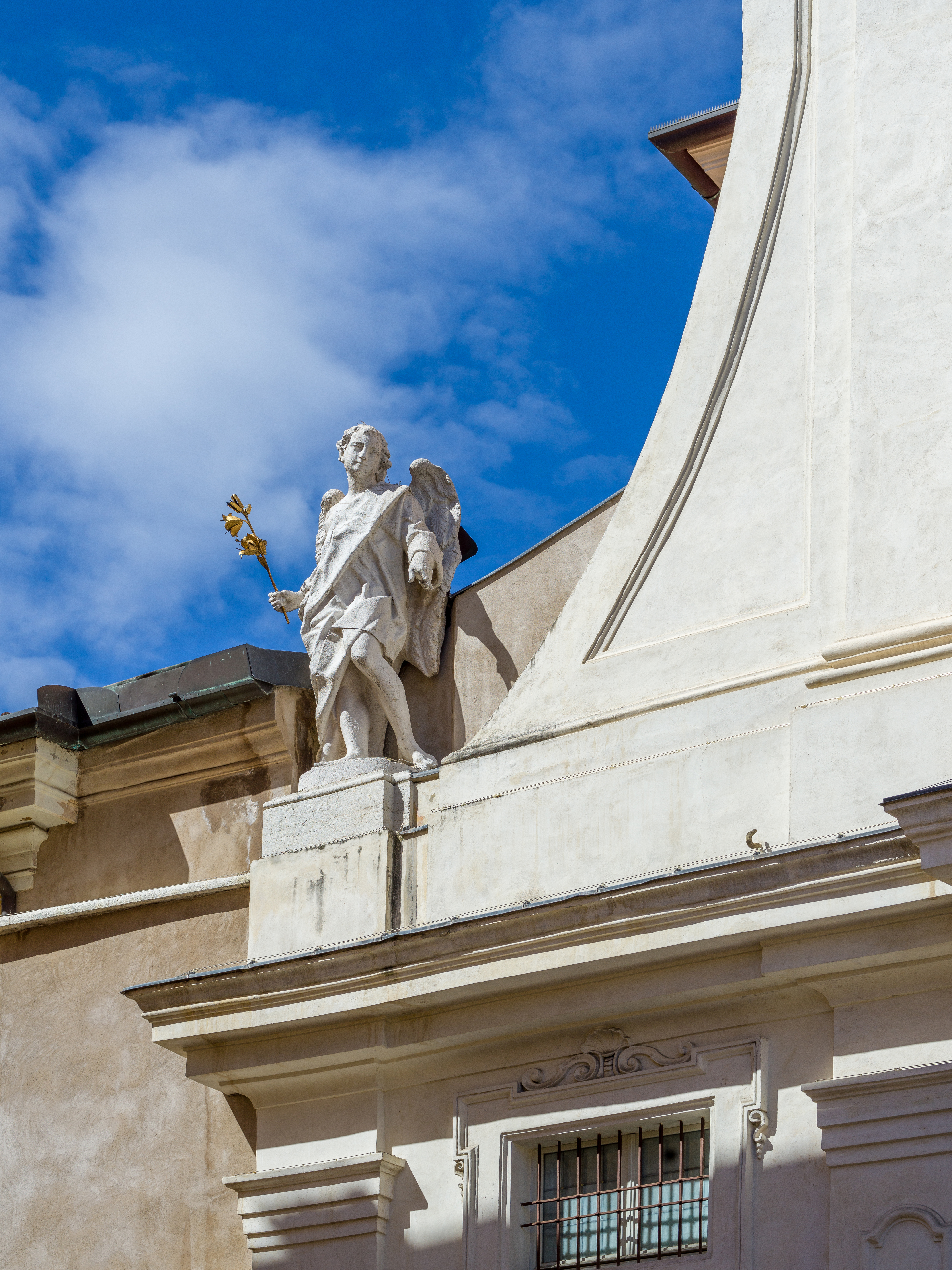
Engelstatue von Alessandro Calegari
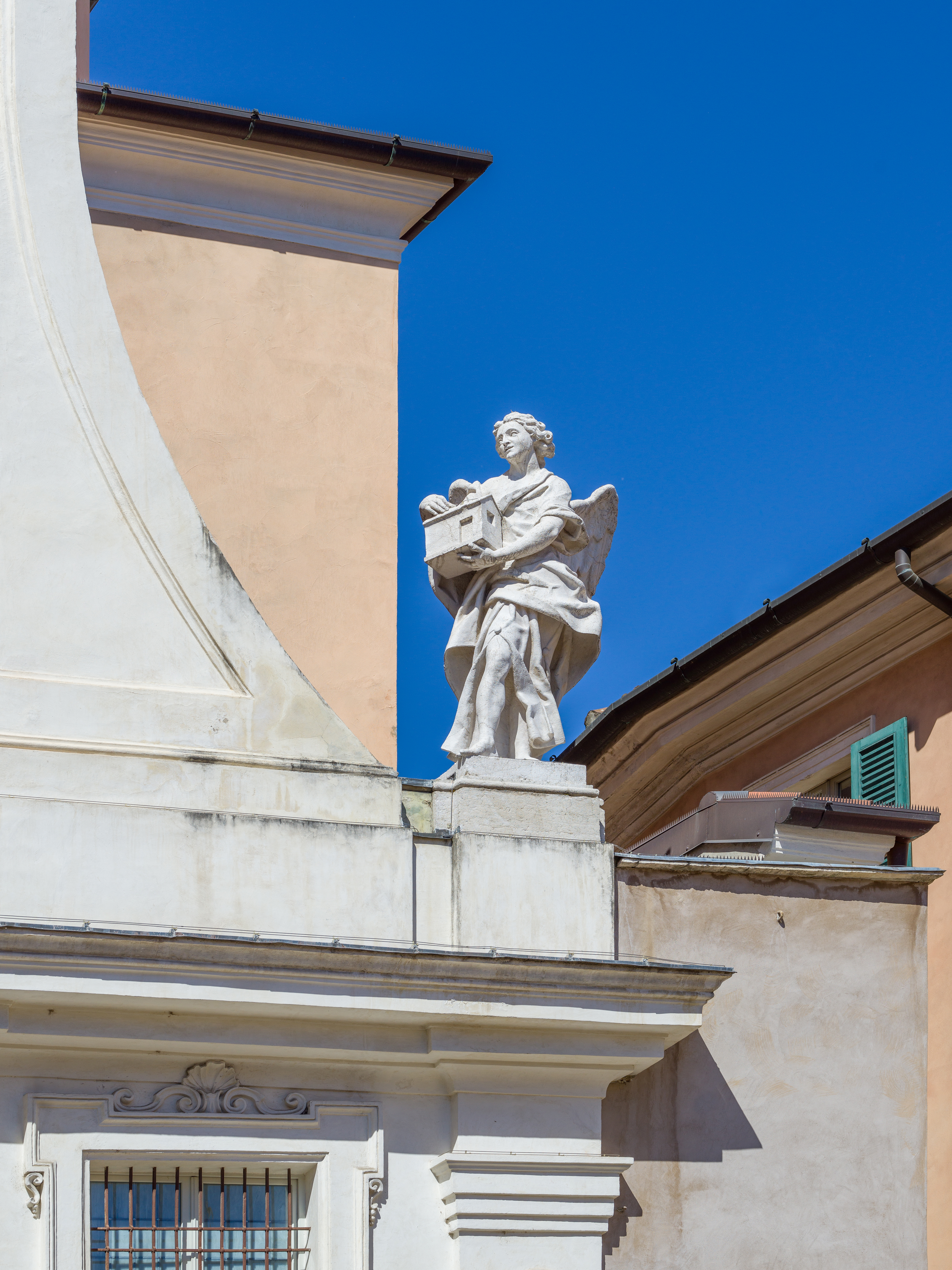
Engelstatute von Antonio Ferretti mit einem Modell des heiligen Hauses von Loreto
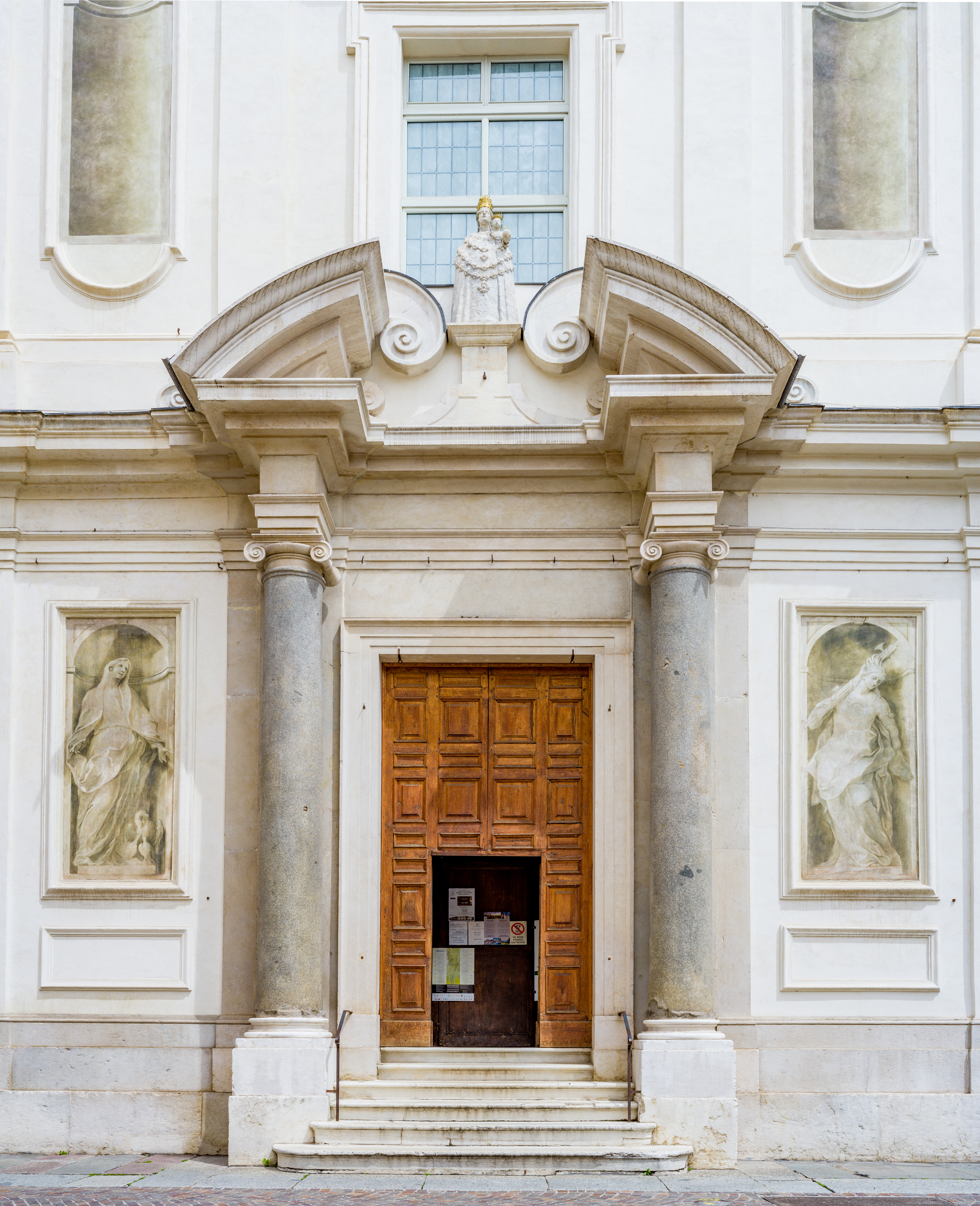
Portal mit den Säulen von San Pietro de Dom und zwei Grisaille von Enrico Albrici.

### Inneres und Ausstattung
Das Innere ist auf einem achteckigen Grundriss angelegt, wobei eine Hauptachse durch die Ausrichtung des Eingangs und des großen Hochaltars, der wie eine große kubische Hülle aus Holz und Marmor aussieht und in seinem Inneren die Nachbildung des Heiligen Hauses von Loreto enthält, gebildet wird. An den Wänden, diametral gegenüber und im rechten Winkel zur Mittelachse, befinden sich die beiden seitlichen Holzaltäre, die sich bereits in der Vorgängerkirche befanden und hierher verlegt wurden. Auf der linken Seite befindet sich ein Altarbild mit der Darstellung der Maria Magdalena von Antonio Gandino, auf der rechten Seite die Heiligen Sebastian, Antonius und Rochus von Francesco Paglia, beides Werke aus dem 17. Jhd. Auf dem Hochaltar befindet sich das Fresko der Madonna della Carità.
An die Kirche schließt sich ein kleiner Altarraum und Pfarrhaus an, in dem andere sehenswerte Werke aufbewahrt werden, darunter Grabsteine, Fresken aus dem 16. Jahrhundert, die zum Vorgängerbau gehören, und Gemälde verschiedener Künstler.

### Innenansichten

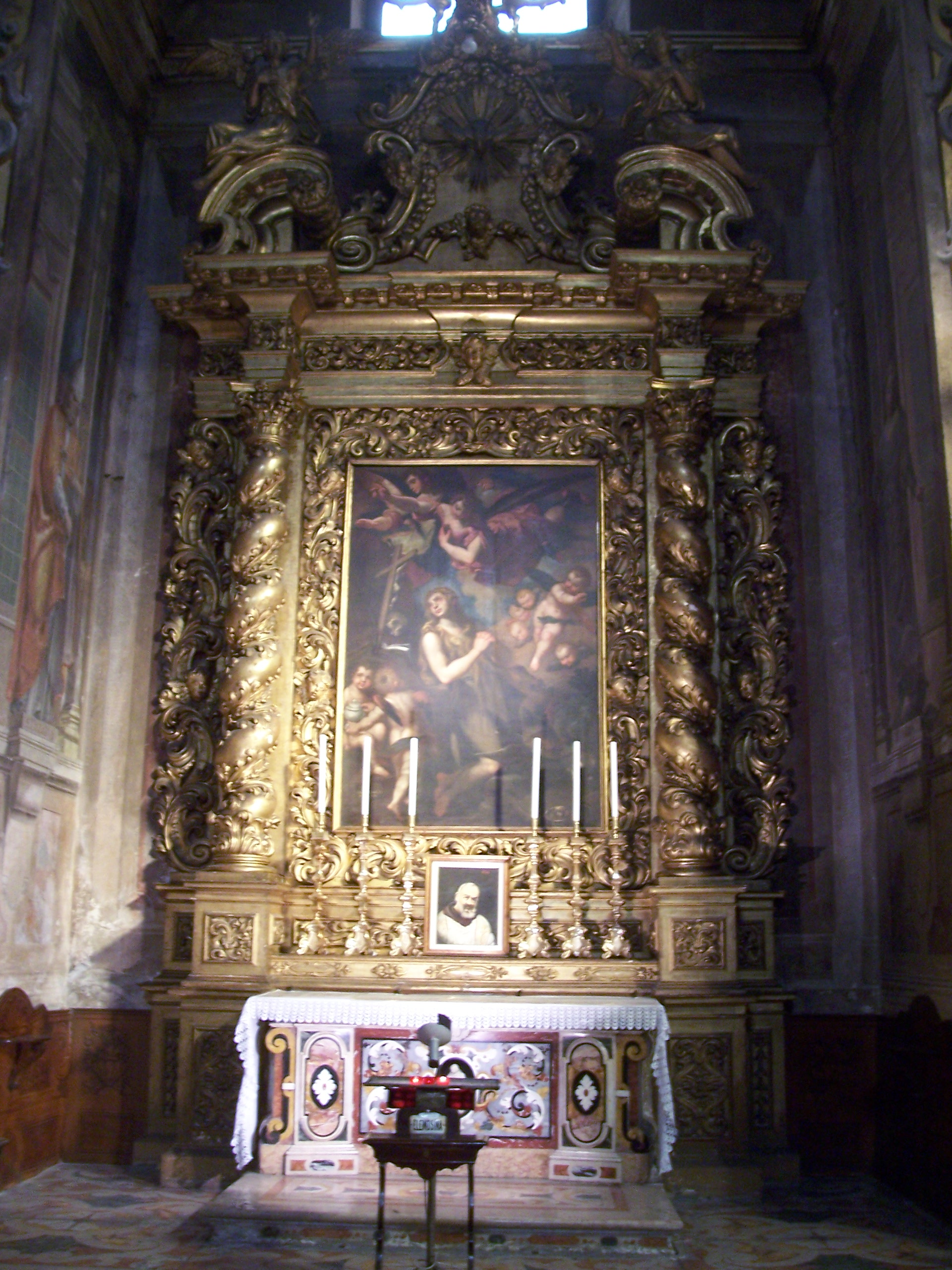
Der linke Altar mit dem Altarbild von Antonio Gandino
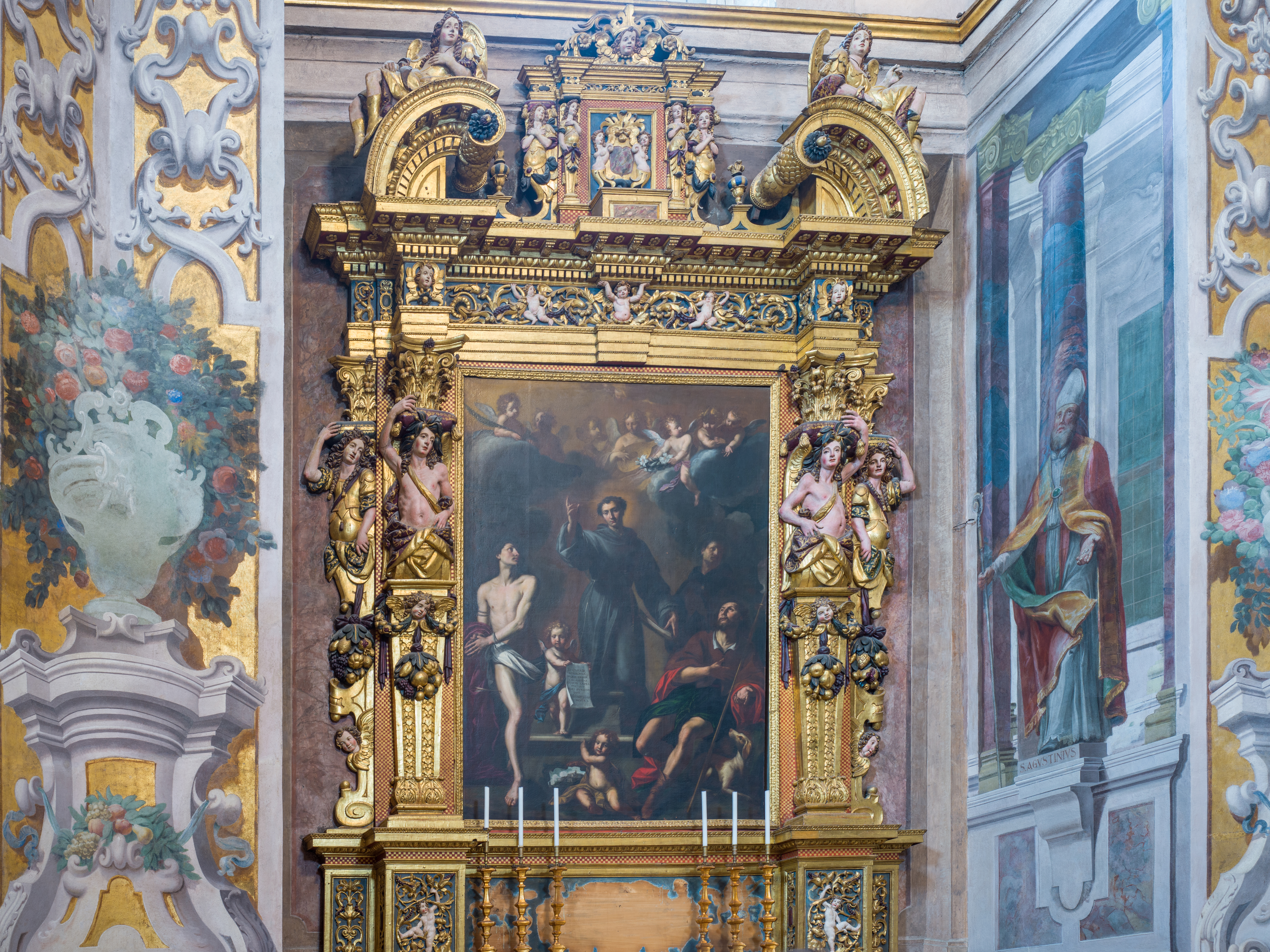
Altar mit Altarbild von Francesco Paglia
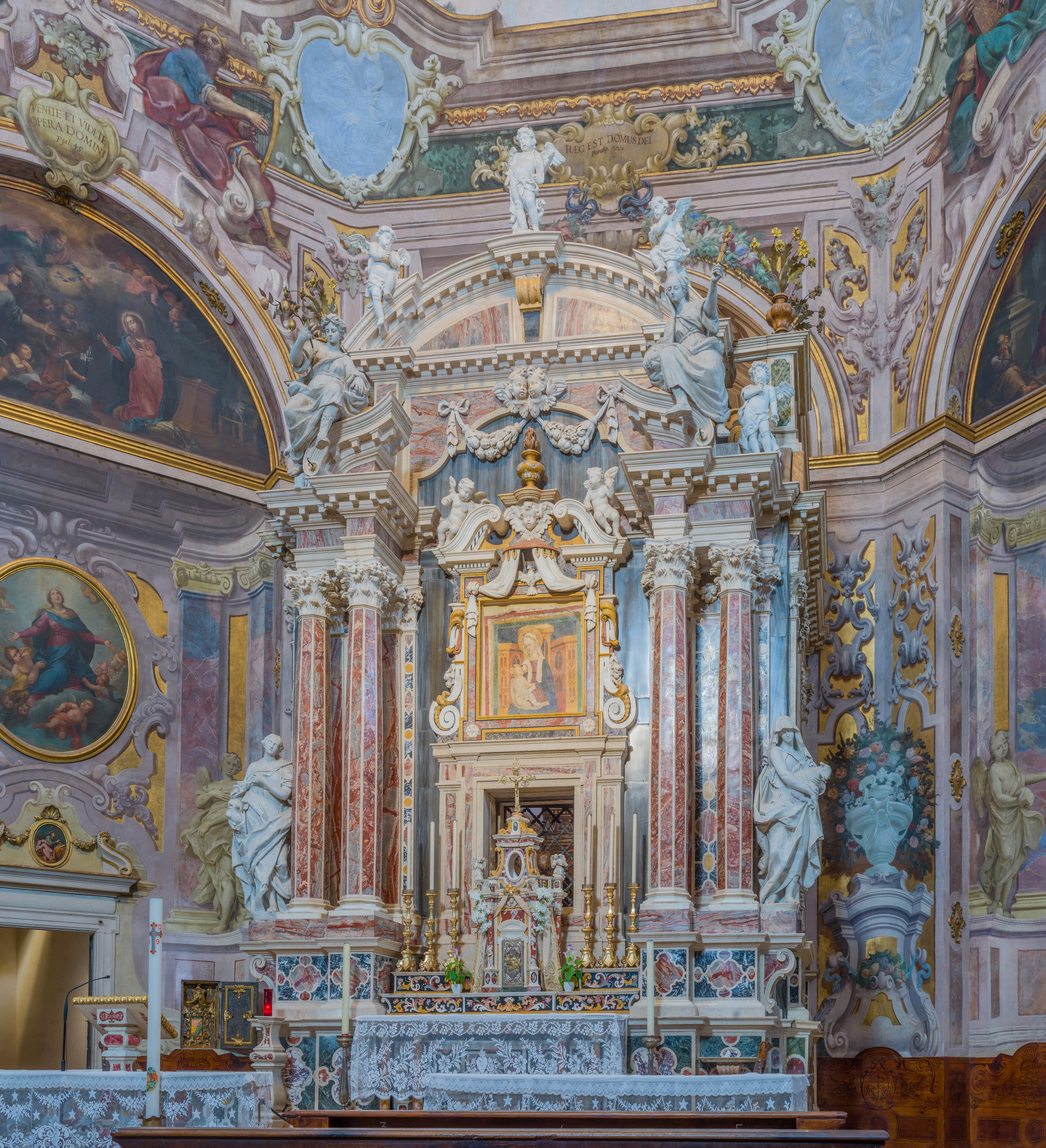
Der Hochaltar mit der Nachbildung des Heiligen Hauses im inneren
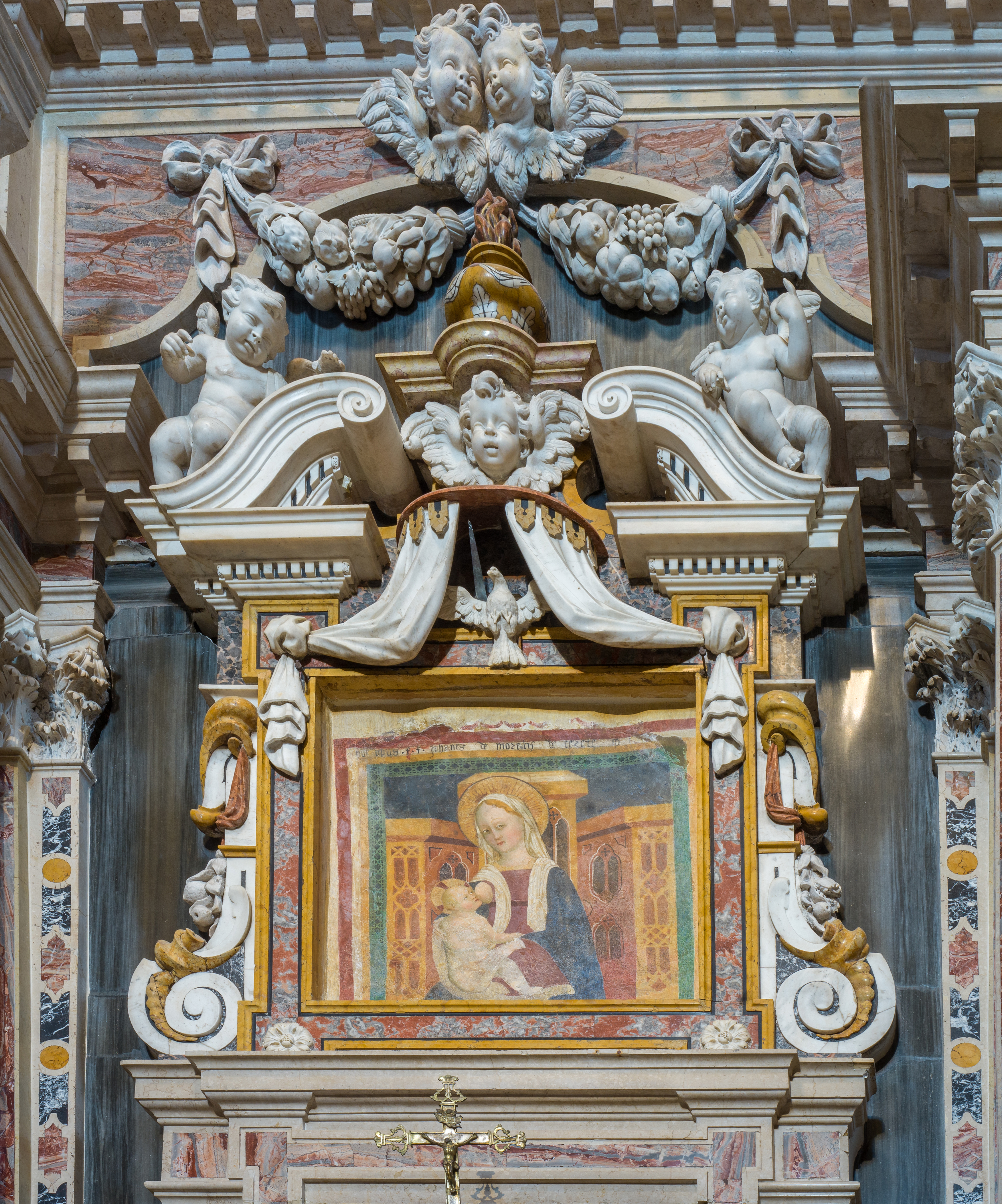
Fresco der Madonna della Carità
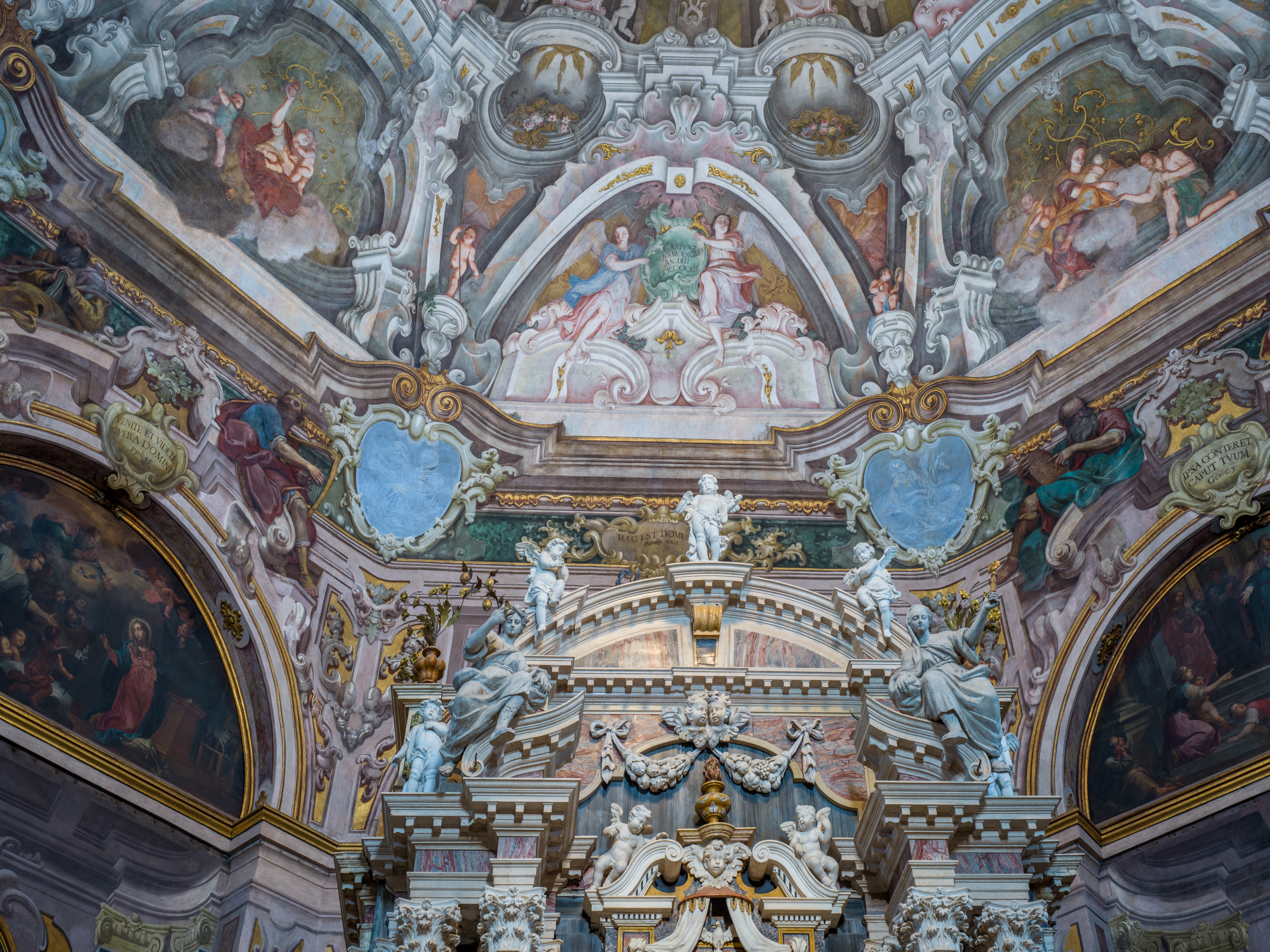
Gewölbefresko mit Scheinarchitektur
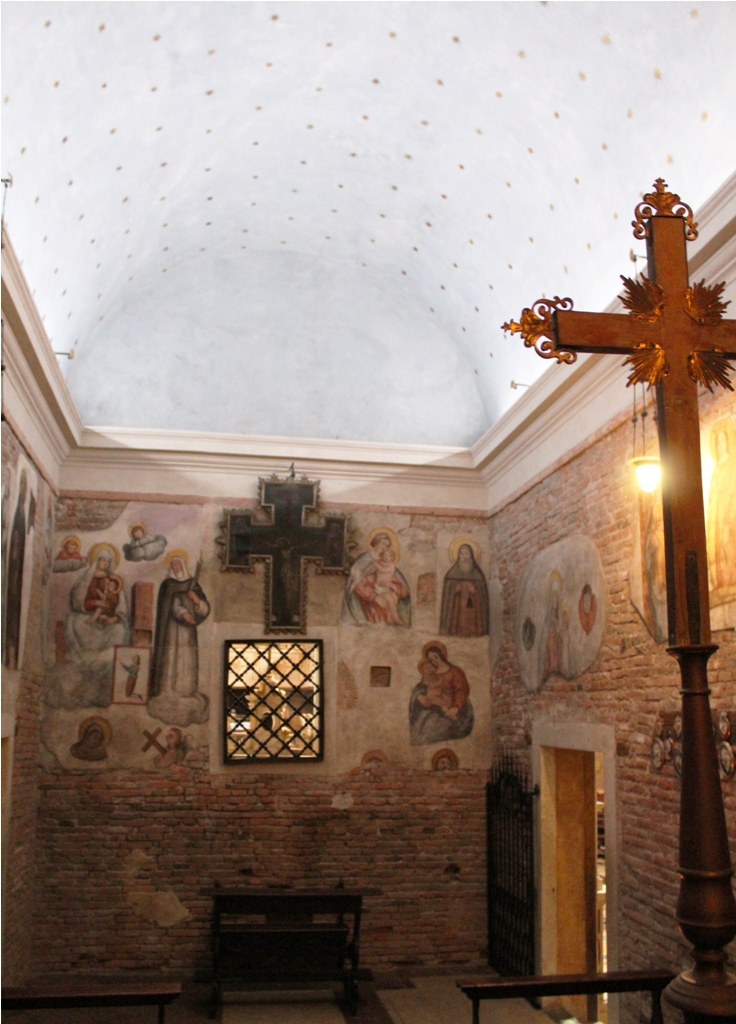
Kopie des Heiligen Hauses von Loreto
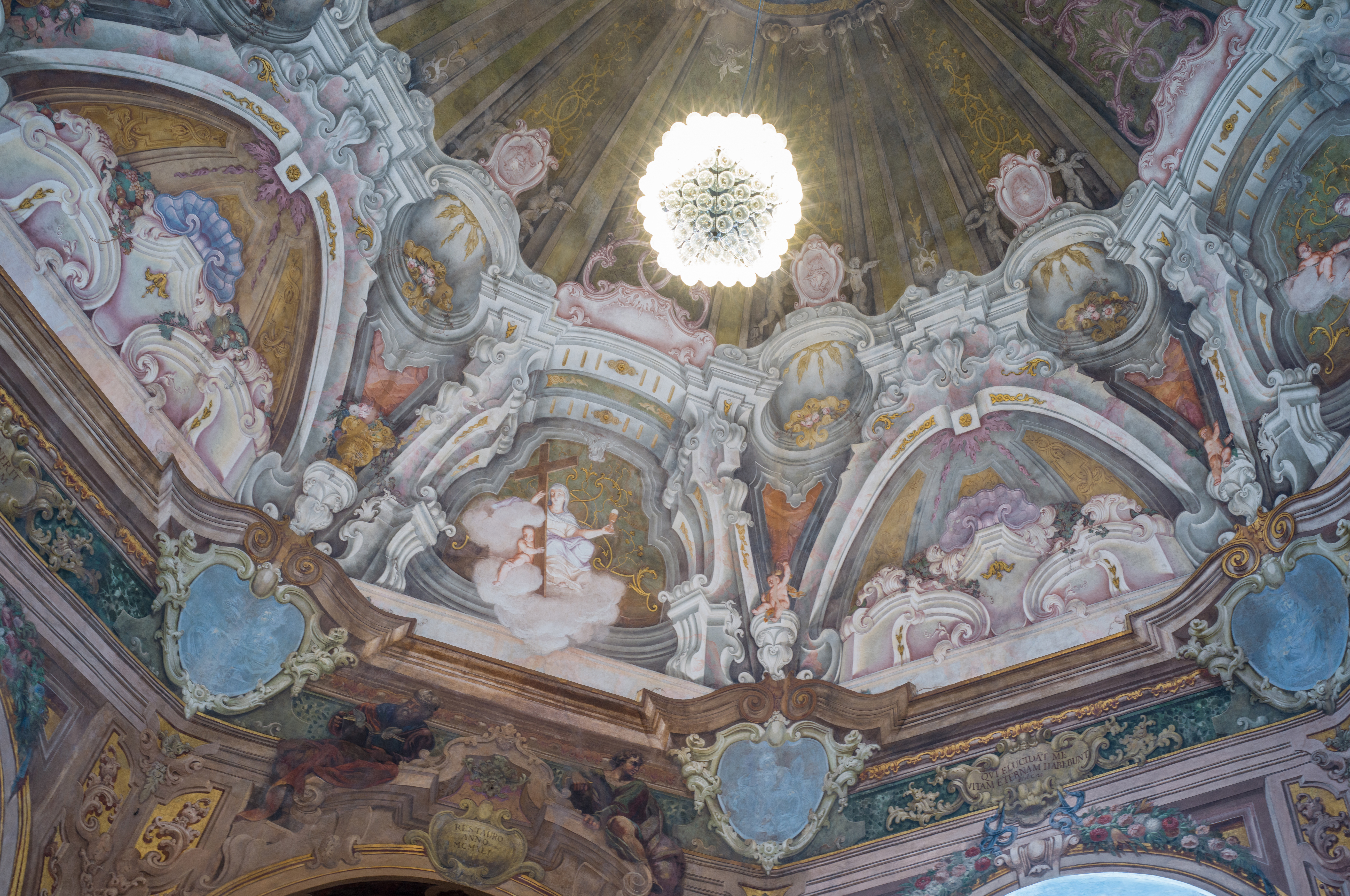
Die freskenverzierte Kuppel
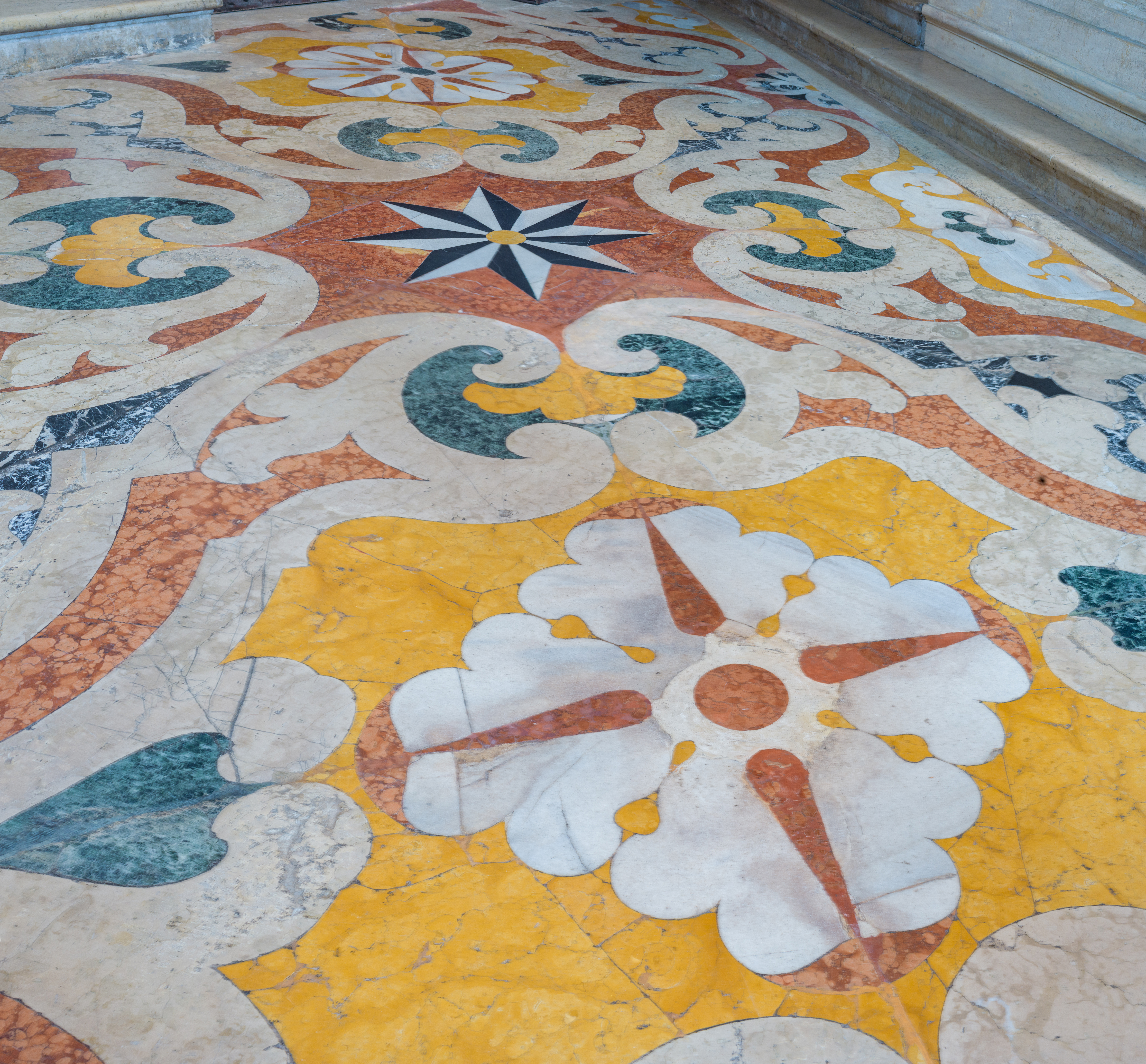
Der mehrfarbige Marmorboden

### Orgel

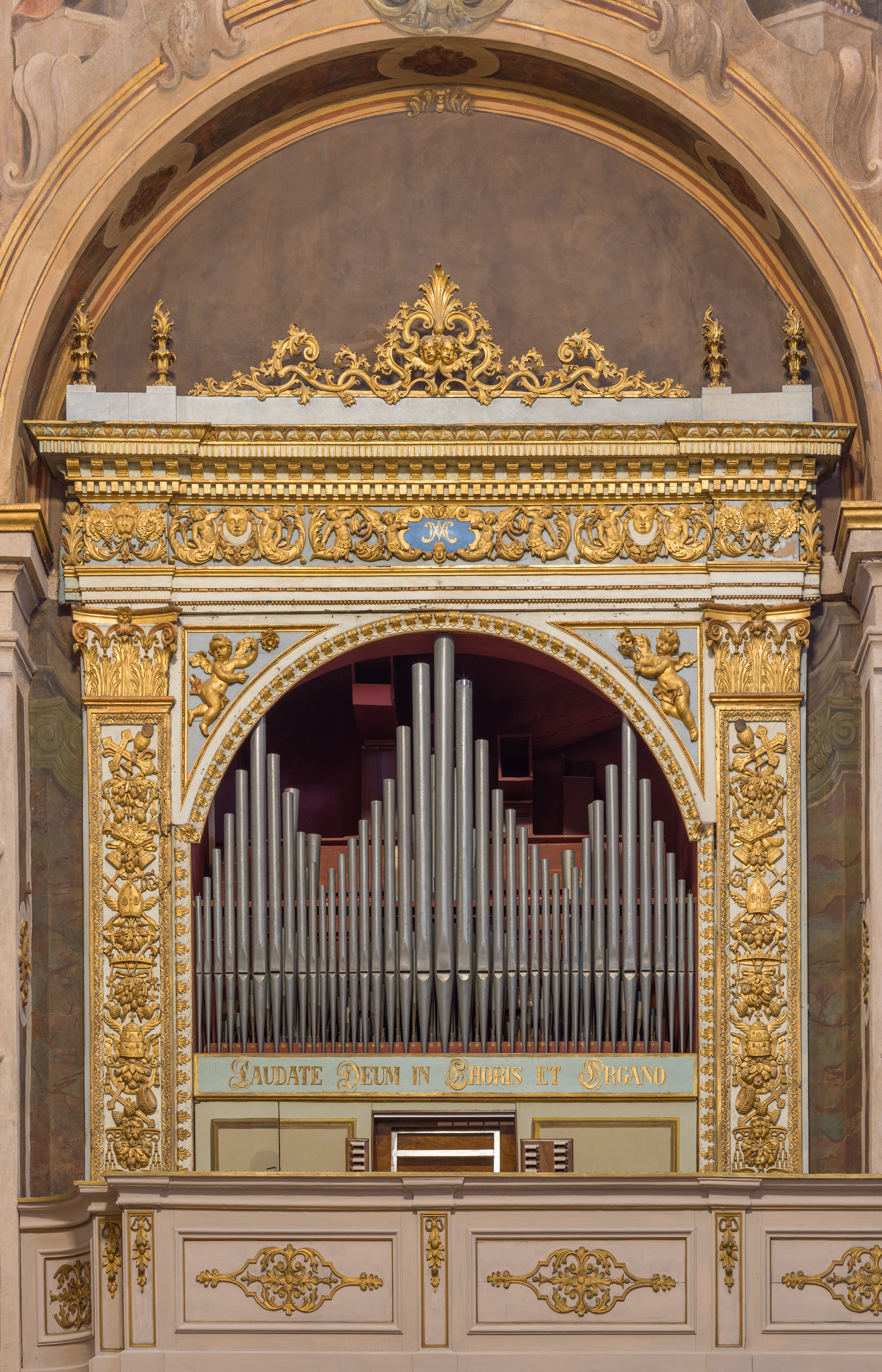
Tonioli-Orgel

Über der Cantoria an der Gegenfassade befindet sich die Tonoli-Orgel, die im Jahr 1878 gebaut und in den ersten Jahrzehnten des 20. Jahrhunderts von Gianluca Chiminelli erneuert wurde. Das Instrument mit vollständig mechanischer Traktur verfügt über eine Klaviatur mit 58 Tasten und eine gerade, nicht originale Pedalklaviatur mit 27 Tasten. Die Handhebel, die die verschiedenen Register steuern, sind in drei Spalten angeordnet, zwei rechts vom Spieltisch für die Werke Concerto und Repieno und eine links für Secondo Organo. Entsprechend ihrer Position in den verschiedenen Spalten ist unten die Disposition des Instruments dargestellt:
| I Secondo Organo C–a5 |            |
| Violoncello           | 8′ Bassi   |
| Oboe                  | 8′ Soprani |
| Dolciana              | 4′ Bassi   |
| Dolciana              | 4′ Soprani |
| Flutta                | 8′ Soprani |
| Violino               | 8′ Soprani |

| I Concerto C–a5 |             |
| Fagotto Dolce   | 8′ Bassi    |
| Tromba          | 8′ Soprani  |
| Clarone         | 4′ Bassi    |
| Corno Inglese   | 16′ Soprani |
| Violone         | 8′ Bassi    |
| Flutta          | 8′ Soprani  |
| Violino         | 8′ Soprani  |
| Voce Umana      |             |
| Due di Ripieno  |             |

| I Ripieno C–a5 |            |
| Principale     | 8′ Bassi   |
| Principale     | 8′ Soprani |
| Ottava         | 4′ Bassi   |
| Ottava         | 4′ Soprani |
| Decimaquinta   |            |
| Decima IX      |            |
| Vigesima II    |            |
| Due di Ripieno |            |

| Pedal C–f0   |        |
| Contrabbassi | 16′+8′ |